# Алберт Мкртчян
Алберт Мкртчян (27 февруари 1937 г. – 28 февруари 2018 г.) е арменски филмов режисьор, сценарист, актьор и носител на наградата „Народен артист на Република Армения“ (2003). Той е по-малкият брат на съветския актьор Фрунзик Мкртчян.
Алберт Мкртчян е роден през 1937 г. в Ленинакан. През 1960 г. той завършва Ереванския институт за изящни изкуства и театър, а през 1971 г. – Института по кинематография „С. А. Герасимов“ в Москва. От 1960 до 1966 г. е директор на арменското телевизионно студио, а от 1971 г. е директор на студиото „Хайфилм“. От 1995 до 1999 г. е директор на Драматичния театър в Гюмри, а от 2000 г. Мкртчян е директор и художествен ръководител на Артистичния театър „Мгер Мкртчян“.
Мкртчян е бил преподавател в Арменския държавен педагогически университет на Хачатур Абовян и Еревския държавен институт за театър и кино.

## Филмография
| Като режисьор | Като режисьор              | Като режисьор                         |
| От            | Заглавие                   | Награди                               |
| ------------- | -------------------------- | ------------------------------------- |
| 2008          | The Dawn of the Sad Street |                                       |
| 2000          | The Merry Bus              | Държавна награда на Република Армения |
| 1988          | Breath                     |                                       |
| 1984          | The Tango of Our Childhood |                                       |
| 1982          | The Song of the Old Days   | Държавна награда на Арменската ССР    |
| 1980          | Big win                    |                                       |
| 1979          | The best half of life      |                                       |
| 1977          | Stone valley               |                                       |
| 1974          | Hard rock                  |                                       |
| 1972          | Monument                   | Държавна награда на Арменската ССР    |
| 1969          | Photo                      |                                       |

| Като актьор | Като актьор             | Като актьор            |
| От          | Заглавие                | Роля                   |
| ----------- | ----------------------- | ---------------------- |
| 1972        | Men                     | Джеймс, братът на Ануш |
| 1961        | Daily life and holidays | епизодична             |
| 1960        | North Rainbow           | епизодична             |